# John Arthur
John Arthur (n. 29 august 1929, Springs, Gauteng, Africa de Sud – d. 19 mai 2005, Witrivier, Mpumalanga, Africa de Sud) a fost un boxer ce a reprezentat Africa de Sud, medaliat olimpic. A participat la o ediție a Jocurilor Olimpice (1948) în care a câștigat o medalie de bronz.

## Participări
Lista de mai jos prezintă principalele competiții la care a participat John Arthur de-a lungul carierei.
- boxing at the 1948 Summer Olympics – heavyweight[*]